# Carlo Del Fava
Pour les articles homonymes, voir Fava.
Pas d'image ? Cliquez ici

a Compétitions nationales et continentales officielles uniquement.

b Matchs officiels uniquement.
Dernière mise à jour le 4 septembre 2015.
Carlo Antonio Del Fava, né le 1er juillet 1981 à Umtata (Afrique du Sud), est un joueur de rugby à XV international italien. Il évolue au poste de deuxième ligne.

## Biographie

### En club
- ????-???? : Overmarch Parme
- ????-2005: Arix Viadana
- 2005-2007 : CS Bourgoin-Jallieu
- 2007-2009 : Ulster
- 2009-2010 : Arix Viadana
- 2010-2012 : Aironi Rugby
- 2012-2014 : Newcastle Falcons

### En équipe nationale
Il honore sa première cape internationale en équipe d'Italie le 27 mars 2004 par une défaite 44-10 contre l'équipe du pays de Galles.

## Statistiques en équipe nationale
- 54 sélections en équipe d'Italie depuis 2004.
- Sélections par année : 3 en 2004, 8 en 2005, 8 en 2006, 4 en 2007, 10 en 2008, 9 en 2009, 9 en 2010, 5 en 2011
- Tournois des Six Nations disputés : 2004, 2005, 2006,2008, 2009, 2010, 2011
- En coupe du monde :
  - 2007 : 2 sélections (Portugal, Écosse)